# Aras Bulut İynemli
Aras Bulut İynemli (Isztambul, 1990. augusztus 25.) török színész.

## Életrajza
Aras Bulut İynemli Isztambulban született 1990. augusztus 25-én. Az isztambuli Műszaki Egyetem repülőmérnöki szakán tanult.
2010-től vált ismertté a Mehmet Ada Öztekin rendezte Öyle Bir Geçer Zaman ki című televíziós sorozatban történő szereplésével. 2013-tól 2014-ig Bajazid herceget alakítja a Szulejmán című televíziós sorozatban.

## Filmográfia
| Alkotás                        | Szerep                     | Év        | Rendezte (megjegyzés)                                            | Magyar hang   |
| ------------------------------ | -------------------------- | --------- | ---------------------------------------------------------------- | ------------- |
| Çukur                          | Yamaç Koçovalı             | 2017–2021 |                                                                  |               |
| Miracle in Cell No. 7          | Memo                       | 2019      |                                                                  |               |
| Martıların Efendisi            |                            | 2017      |                                                                  |               |
| İçerde                         | Umut Yılmaz / Mert Karadağ | 2016–2017 |                                                                  |               |
| Maral: En Güzel Hikayem        | Sarp Altan                 | 2015      |                                                                  |               |
| O Ses Turkey Christmas Special | Önmaga                     | 2015      |                                                                  |               |
| Szulejmán                      | Bajazid herceg (felnőtt)   | 2013–2014 | Yagmur Taylan Durul Taylan Yağiz Alp Akaydin Mert Baykal sorozat | Magyar Bálint |
| Tamam mıyız?                   | İhsan                      | 2013      | r.: Çağan Irmak mozifilm                                         |               |
| Mahmut İle Meryem              | Mahmut                     | 2013      | Mehmet A. Öztekin mozifilm                                       |               |
| Az idő sodrásában              | Mete Akarsu                | 2010–2013 | Zeynep Günay Tan sorozat                                         | Ungvári Gergő |
| Akasya Durağı                  | Şener                      | 2009      | Yaşar Seriner sorozat, 2. évad                                   |               |
| Arka Sokaklar                  |                            | 2009      | Orhan Oğuz                                                       |               |

## Fordítás
- Ez a szócikk részben vagy egészben  az   Aras Bulut İynemli című török Wikipédia-szócikk fordításán alapul.  Az eredeti cikk szerkesztőit annak laptörténete sorolja fel. Ez a jelzés csupán a megfogalmazás eredetét és a szerzői jogokat jelzi, nem szolgál a cikkben szereplő információk forrásmegjelöléseként.